# عيسى بارادجي
عيسى بارادجي (بالفرنسية: Issa Baradji)‏ هو لاعب كرة قدم فرنسي في مركز الهجوم، ولد في 15 يونيو 1995 في فرنسا. لعب مع نادي أجاكسيو ونادي النجم الأحمر ونادي غانغون.

## وصلات خارجية
- عيسى بارادجي على موقع رابطة كرة القدم الفرنسية للمحترفين (الإنجليزية)
- عيسى بارادجي على موقع قاعدة بيانات كرة القدم.إي يو (الإنجليزية)
- عيسى بارادجي على موقع Soccerway.com (الإنجليزية)
- عيسى بارادجي على موقع عالم كرة القدم.نت (الإنجليزية)